# Versus God
Versus God is het tweede studioalbum van de Amerikaanse punkband Dillinger Four. Het is uitgebracht door Hopeless Records op 20 juni 2000.

## Nummers
1. "Who Didn't Kill Bambi?" - 2:06
2. ""Get Your Study Hall Outta My Recess."" - 1:50
3. "Maximum Piss & Vinegar" - 2:17
4. "Last Communion" - 2:53
5. "Suckers, Intl. Has Gone Public" - 2:02
6. "Total.Fucking.Gone.Song" - 2:38
7. "Music Is None of My Business" - 1:39
8. "Define 'Learning Disorder'" - 2:23
9. "Let Them Eat Thomas Paine" - 3:10
10. "Shiny Things Is Good." - 3:04
11. "J. Harris" - 2:00
12. "Q: How Many Punks Does It Take to Change a Lightbulb?" - 2:24
13. "Wreck the Place Fantastic" - 2:33